# Fábrica de electricidad La Aurora
La fábrica de electricidad La Aurora es un edificio situado en el municipio español de Puente Genil, en la provincia de Córdoba. Originalmente fue levantado como una planta de generación eléctrica, con una fachada de inspiración neomudéjar. Se encuentra situado en el casco histórico de la urbe.

## Historia
La fábrica «La Aurora» se levantó con objeto de cubrir la demanda de energía eléctrica de Puente Genil y su industria, situándose cerca de la fábrica de harina y electricidad. Las obras se realizaron bajo la dirección de Rodrigo García Luque, siendo inauguradas las instalaciones el 15 de agosto de 1894. En 1905 se produjo la fusión empresarial de la central térmica con la fábrica de harinas, de la cual nació «La Alianza. Compañía eléctrica de Puente Genil». Las instalaciones de La Aurora estuvieron en funcionamiento hasta 1917, siendo desmontada la maquinaria en el año 1933.

## Características
El conjunto industrial está formado por dos edificaciones y un patio central, siendo los elementos más relevantes el edificio principal (de acceso) y la chimenea. El edificio principal es de planta rectangular y su estructura responde a la tipología arquitectónica de vivienda adosada en hilera formada por planta baja, más dos plantas con cubierta a dos aguas. Cuenta con tres alturas, si bien la altura entre plantas varía. La fachada exterior está diseñada en estilo neomudéjar y construida con ladrillo visto de color claro. La chimenea está situada en el patio interior. Estaba destinada a conducir a capas de aire superiores los gases producidos por la combustión de las calderas.